# Jugoslavia Federale Democratica
La Jugoslavia Federale Democratica (in serbo-croato: Демократска Федеративна Југославија (Demokratska Federativna Jugoslavija), in sloveno: Demokratična federativna Jugoslavija) fu il nome dato al governo provvisorio il 7 marzo 1945. Lo Stato nacque il 29 novembre 1943, durante la seconda sessione del Consiglio antifascista di liberazione popolare della Jugoslavia a Jajce, in Bosnia ed Erzegovina. Lo Stato fu amministrato dal maresciallo Tito con le funzioni di primo ministro.
Lo Stato fu riconosciuto dagli Alleati alla conferenza di Teheran, insieme all'AVNOJ e il suo organo deliberativo. Il Governo jugoslavo in esilio di Pietro II di Jugoslavia, in parte grazie pressioni del Regno Unito, riconobbe il governo dell'AVNOJ con l'accordo di Lissa, firmato il 16 giugno 1944, tra il primo ministro del Governo jugoslavo in esilio, Ivan Šubašić e Tito. Con l'accordo di Lissa, l'AVNOJ e Governo jugoslavo in esilio si accordarono per unirsi in governo provvisorio il prima possibile. Il tipo del governo venne deciso in un secondo trattato, firmato il 1º Novembre 1944 a Belgrado, da poco liberata. La Jugoslavia divenne uno dei fondatori delle Nazioni Unite con la firma dello Statuto delle Nazioni Unite ad ottobre 1945.

## Storia
La seconda sessione dell'AVNOJ, che si è tenuta a Jajce nel novembre 1943, si aprì con una dichiarazione divisa in parti:
1. Il consiglio antifascista di liberazione della Jugoslavia viene costituito come suprema assemblea legislativa ed esecutiva della Jugoslavia e come rappresentante supremo della sovranità delle persone della Jugoslavia, e che la commissione nazionale per la liberazione della Jugoslavia viene costituito come un organo con tutte le qualità di un organo di governo attraverso il consiglio antifascista di liberazione della Jugoslavia, che realizzerà le sue funzioni esecutive.
2. Il governo traditore in esilio viene privato del diritto di essere il governo legittimo della Jugoslavia, in particolare del diritto di rappresentare la Jugoslavia.
3. I trattati internazionali che il governo in esilio ha concluso in nome della Jugoslavia vengano revisionati tenendo in considerazione l'idea di renderli non validi, rinnovarli. I trattati internazionali che il governo in esilio concluderà in nome della Jugoslavia non saranno riconosciuti.
4. La Jugoslavia diventa una repubblica basata su principi democratici e si basi sul fatto che le persone sono tutte uguali.

Il nome "Jugoslavia Federale Democratica" e lo stemma vengono adottati ufficialmente il 17 febbraio 1944.

## Governo
Da novembre 1944 ci fu un'assemblea provvisoria. L'accordo tra Tito e Šubašić del 1944, decise che lo stato sarebbe stato una democrazia pluralista che avrebbe garantito: libertà democratiche, libertà personale, libertà di parola, riunione e religione e libertà di stampa. Nel 1945 Tito cambiò l'inclinazione del suo governo e la portò lontano da una democrazia pluralista. Lui diceva che accettava una democrazia, ma non vedeva la necessità di diversi partiti e che essi avrebbero diviso la Jugoslavia e che il fronte popolare jugoslavo rappresentasse tutti gli abitanti del paese. La coalizione del fronte popolare, guidata dalla Lega dei Comunisti di Jugoslavia e il suo segretario generale Josip Broz Tito, fu il partito più grande nel governo, insieme al movimento "Napred" rappresentato da Milivoje Marković.
La Jugoslavia Federale Democratica ebbe un governo temporaneo costituito in maggioranza da membri del Fronte di Liberazione Popolare Jugoslavo e alcuni rappresentanti di altri partiti del ex Regno di Jugoslavia. Il presidente del governo fu Josip Broz Tito. Il Partito Comunista aveva 22 ministeri, tra cui economia, interno, giustizia, trasporti e altri. Ivan Šubašić, governatore del Banovina di Croazia fu il ministro degli affari esteri. Milan Grol, del partito democratico jugoslavo, fu vicepresidente del governo. Molti non-comunisti furono riassegnati perché erano in disaccordo con la nuova politica.

## Divisioni amministrative

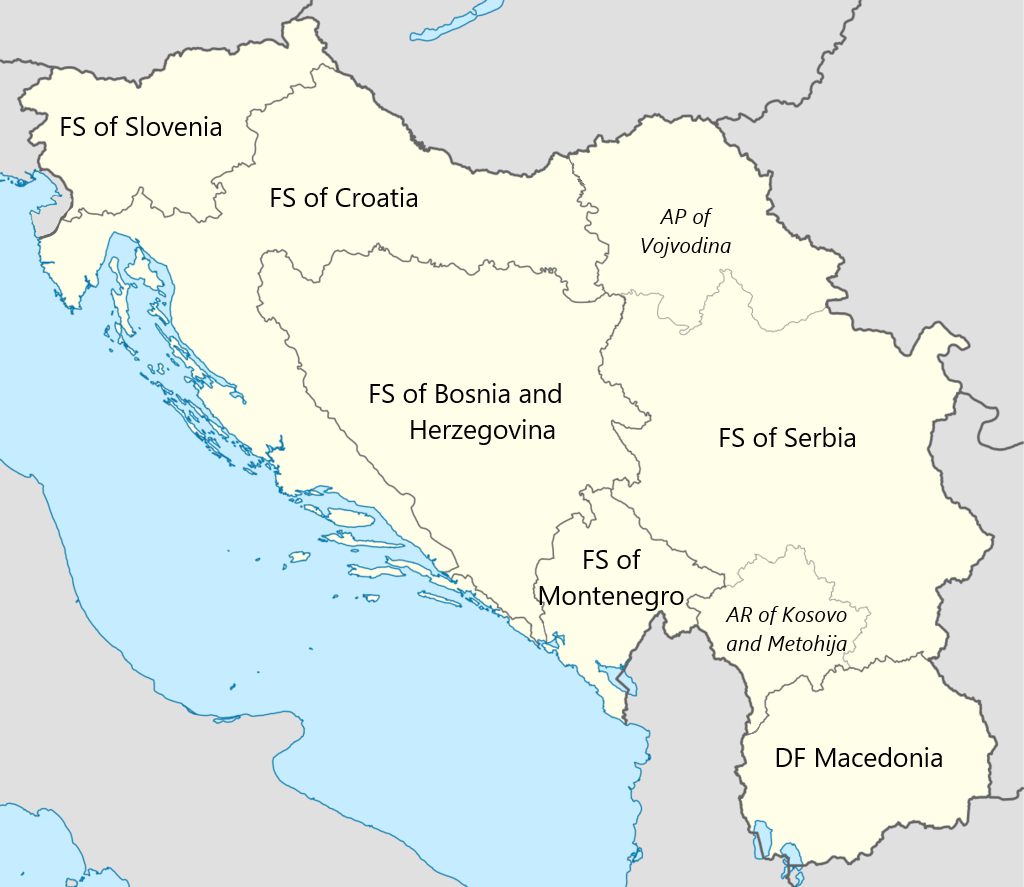

La Jugoslavia Federale Democratica si divide di 6 repubbliche e 2 regioni autonome:
- Stato Federale di Bosnia ed Erzegovina
- Stato Federale di Croazia
- Macedonia Federale Democratica
- Repubblica Popolare di Montenegro
- Stato Federale di Serbia
  - Provincia Autonoma di Kosovo e Metochia
  - Provincia Autonoma della Voivodina
- Stato Federale di Slovenia